# Nefňukej, veverko!
Nefňukej, veverko! je česká filmová pohádka režisérky Věry Plívové - Šimkové z roku 1988.

## Obsazení
| Helena Vitovská     | Kačka Znamínková |
| Veronika Freimanová | matka            |
| Jiří Schmitzer      | otec             |
| Marie Rosůlková     | babička Pralinka |
| Lubor Tokoš         | děda             |
| Libuše Havelková    | babička          |
| Jan Kalous          | Jožan            |
| Tereza Vokurková    | Monča            |
| Ondřej Havelka      | Hloušek          |
| Kateřina Lírová     | Hloušková        |
| Milena Šajdková     | Priščáková       |
| Josef Hruška        | Sochor           |
| Viktorie Knotková   | bába             |

## Tvůrci
- Námět: Věra Šimková-Plívová
- Scénář: Věra Šimková-Plívová
- Hudba: Michal Pavlíček
- Zvuk: Antonín Kravka
- Zpěv: Bára Basiková
- Kamera: Antonín Holub
- Asistent kamery: Jiří Krejčík, Milan Kopecký
- Střih: Eva Bobková
- Režie: Věra Šimková-Plívová spolupráce s Drahomírou Královou
- Pomocná režie: Jan Křížek
- Další údaje: barevný, 71 min.
- Výroba: Česká televize Praha, 2003
- Kostýmy: Marta Kaplerová
- Dramaturgie: Marcela Pittermannová
- Fotograf: Miroslav Borzík